# Niedermeilingen

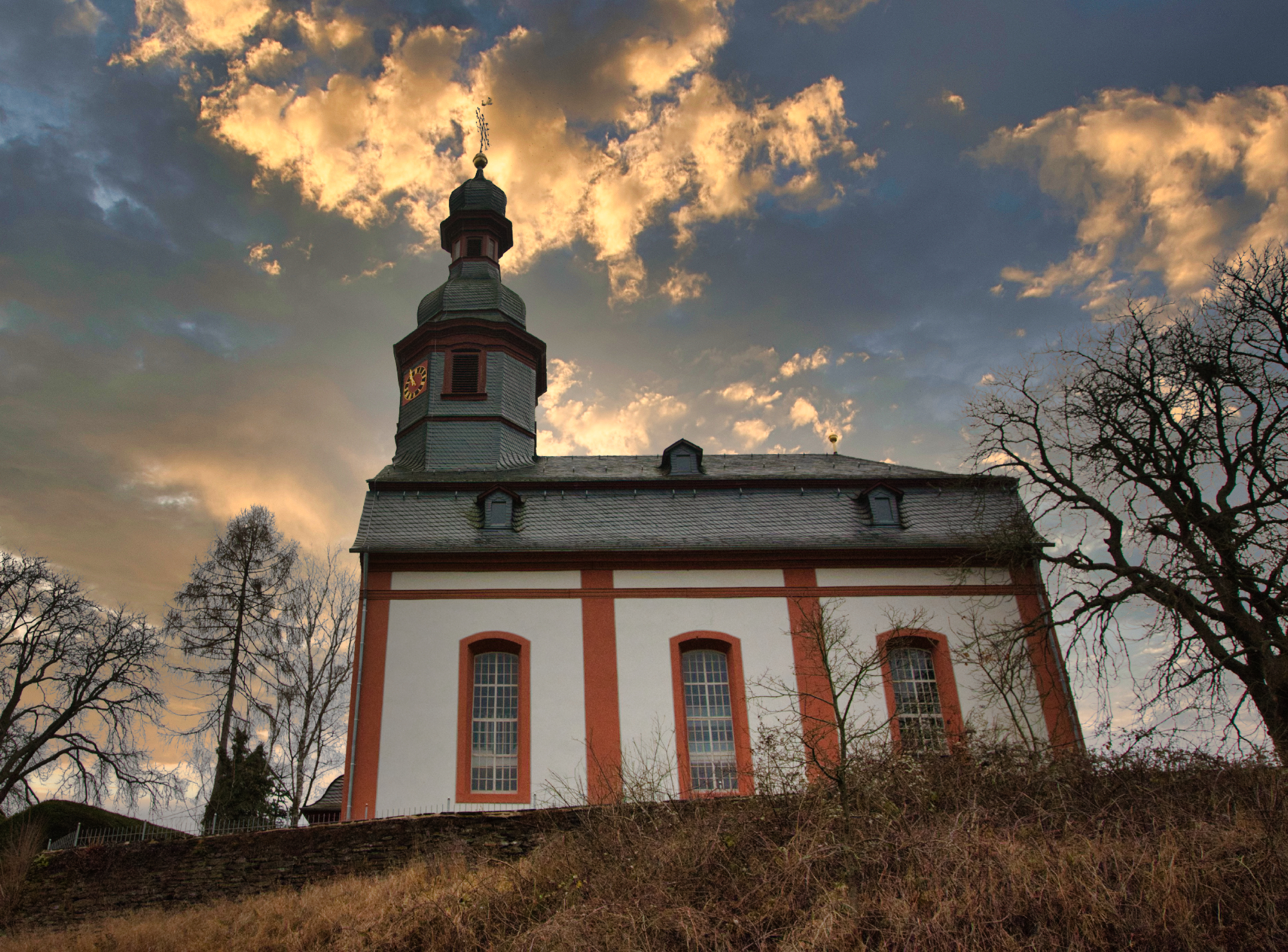
Evangelische Kirche in Niedermeilingen Gemeinde Heidenrod

Niedermeilingen ist ein Ortsteil der Flächengemeinde Heidenrod im südhessischen Rheingau-Taunus-Kreis.

## Geographie
Der Ort liegt im westlichen Hintertaunus an der Grenze zu Rheinland-Pfalz.

## Geschichte
Das Bestehen des Ortes Milingen lässt sich bis in die Zeit um 1117 urkundlich zurückverfolgen. Vor 1138 hatte ein Gundolf dem Stift zu St. Goar zwei Dörfer geschenkt. Eines davon war Milingen, welches mit dem heutigen Niedermeilingen identisch ist. Bekannt ist, dass die Grafen von Katzenelnbogen das Dorf um 1260 besaßen, in dem damals 15 Familien wohnten. Nach dem Dreißigjährigen Krieg lebten in Niedermeilingen nur noch neun Menschen.
Im Zuge der Gebietsreform in Hessen schloss sich die Gemeinde Niedermeilingen mit 15 weiteren Gemeinden am 31. Dezember 1971 auf freiwilliger Basis zur Gemeinde Heidenrod zusammen. Für Niedermeilingen wurde wie für alle anderen Ortsteile ein Ortsbezirk mit Ortsbeirat und Ortsvorsteher eingerichtet.